# Saint-Cirgues-de-Malbert
Saint-Cirgues-de-Malbert ist ein französischer Ort und eine Gemeinde mit 250 Einwohnern (Stand 1. Januar 2022) im Département Cantal in der Region Auvergne-Rhône-Alpes (vor 2016 Auvergne). Die Gemeinde gehört zum Arrondissement Aurillac und zum Kanton Naucelles. 

## Lage
Saint-Cirgues-de-Malbert gehört zur historischen Region des Carladès und liegt etwa 14 Kilometer nordnordwestlich vom Stadtzentrum von Aurillac. Das Gemeindegebiet wird vom Fluss Bertrande durchquert, in welchen der an der südlichen Gemeindegrenze verlaufende Fluss Doire einmündet. Umgeben wird Saint-Cirgues-de-Malbert von den Nachbargemeinden Besse und Sainte-Eulalie im Norden, Saint-Martin-Valmeroux im Nordosten, Saint-Chamant im Osten, Saint-Cernin im Süden und Südosten, Saint-Illide im Südwesten sowie Saint-Martin-Cantalès im Westen.

## Bevölkerungsentwicklung
| Jahr                       | 1962 | 1968 | 1975 | 1982 | 1990 | 1999 | 2006 | 2011 | 2019 |
| Einwohner                  | 357  | 335  | 302  | 238  | 232  | 226  | 209  | 232  | 249  |
| Quellen: Cassini und INSEE |      |      |      |      |      |      |      |      |      |

## Sehenswürdigkeiten
- Kirche Saint-Cyr, Monument historique seit 1978
- Schlossruine aus dem 17. Jahrhundert

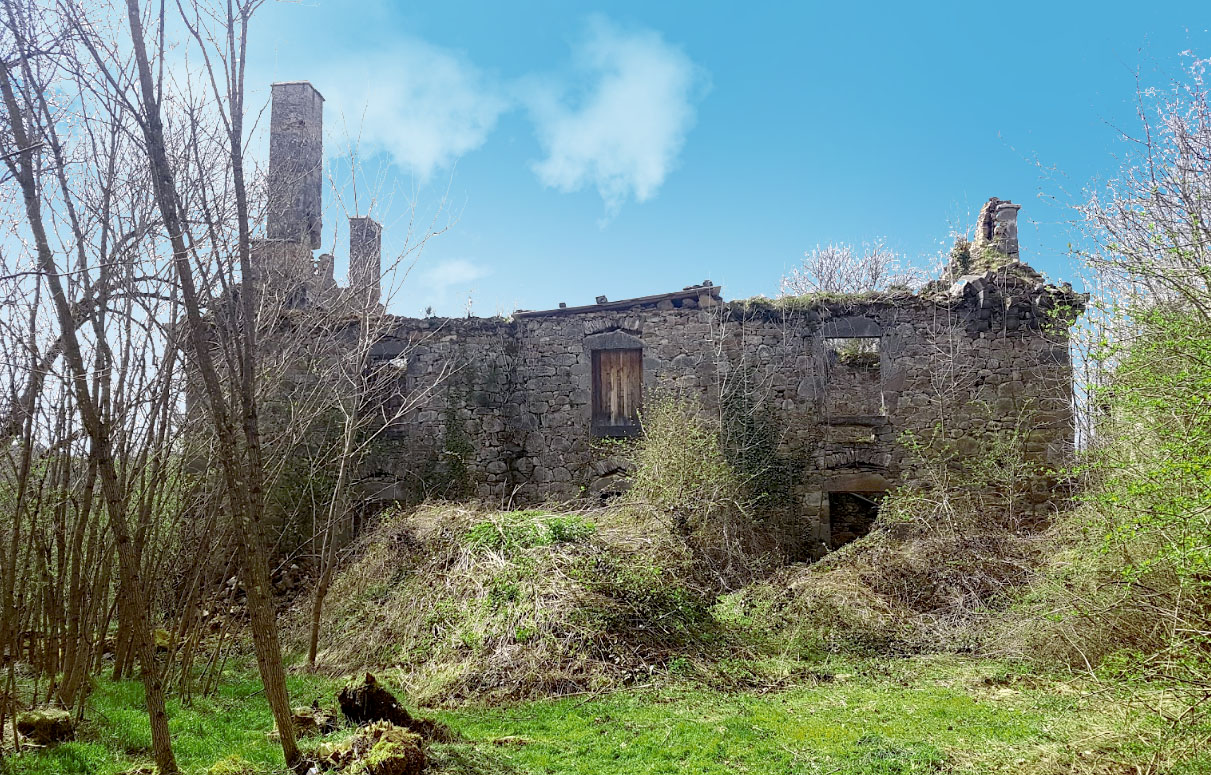
Schlossruine